# Trevor Richards

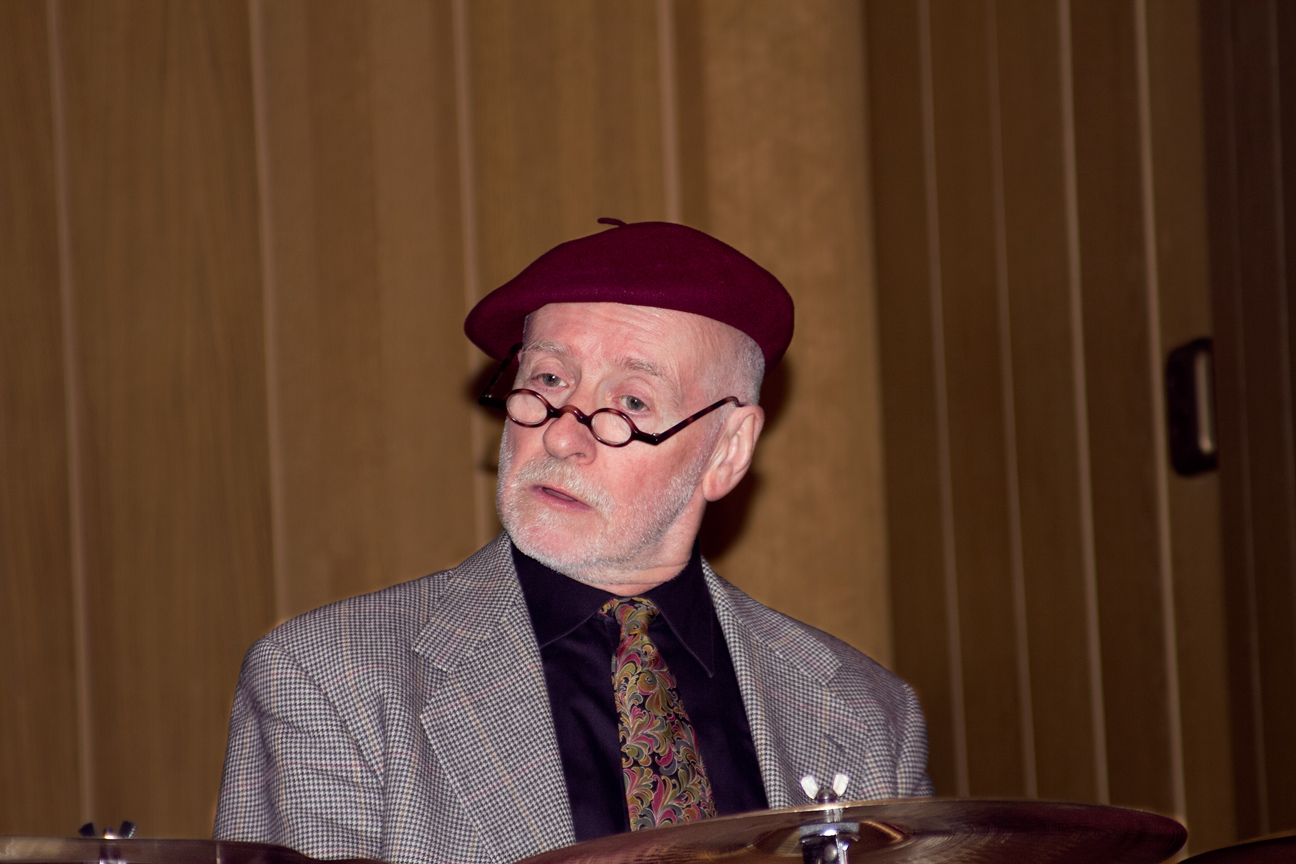
Trevor Richards 2011

Trevor Richards (* 29. August 1945 in Bexhill-on-Sea, England) ist ein deutscher Jazzmusiker (Schlagzeug) und Bandleader britischer Herkunft, der in New Orleans und Europa zu Hause und bekannt für sein vielfältiges Wirken im Bereich des klassischen Jazz ist.

## Leben
Richards studierte European Studies mit den Nebenfächern Musiktheorie (1964-5) und Linguistik (Abschluss 1972). Mitte der 1960er Jahre spielte er bei den von Brian Towers geleiteten Jazz Caverners. Sein musikalisches und auch musikhistorisches Interesse führte Richards in die USA. Von 1966 bis 1968 lebte er in New Orleans. Dort lernte er die Kunst des klassischen Schlagzeugspiels u. a. von Zutty Singleton, Cozy Cole (beide ehemalige Schlagzeuger von Louis Armstrong) und Ray Bauduc.
Richards pflegt die Tradition der klassischen Triobesetzung (ein Bläser, Piano, Schlagzeug); in dieser Besetzung kam es zu zahlreichen Auftritten und Tourneen mit Musikern wie George Lewis, Punch Miller, Herb Hall, Chris Barber, Reimer von Essen und Dr. John sowie Studioaufnahmen. In den 1980er Jahren war er Mitglied von Art Hodes´ International Trio und in der Original Camellia Jazz Band of New Orleans; 1989 wirkte er bei Jacques Gauthés Album Someday, Sweetheart mit.
Das Trevor Richards New Orleans Trio feierte 2009 sein 45-jähriges Bestehen.
Von 1982 bis 2005 war Richards zudem mit Clive Wilson Co-Leiter der Original Camellia Jazz Band aus New Orleans, mit der er von 1985 bis 1989 auf Tournee in ganz Südostasien war.
Richards’ stilistisches Spektrum umfasst alle Stile bis hin zum Swing. Er ist vermutlich der Einzige, der heute noch all jene Stilelemente authentisch präsentieren kann, die die New-Orleans-Schlagzeuger entwickelt haben.
Richards lebte abwechselnd in Europa und New Orleans, bis der Wirbelsturm Katrina sein Haus weitgehend zerstörte und er es aufgeben musste. Seitdem lebt er in Deutschland; große Teile seiner Sammlung von Jazzschallplatten, Fachbüchern und historischen Schlagzeugen gingen als Leihgabe (Trevor Richards Collection) an das Internationale Jazzarchiv in Eisenach, wo Richards auch gelegentlich als Fachberater von Ausstellungen tätig ist. Wie andere in Deutschland lebende Briten hat er 2018 nach dem Referendum zum Brexit die deutsche Staatsbürgerschaft angenommen.

## Preise und Auszeichnungen
Richards ist Träger der höchsten Auszeichnung des amerikanischen National Endowment for the Arts (1986), wurde 1993 vom Bürgermeister der Stadt New Orleans ausgezeichnet für „herausragende Verdienste um die Musik der Stadt“, war „Schlagzeuger des Jahres“ der europäischen Fachmedien-Presse (1998) und erhielt im Jahr 2000 den Grand Prix de Jazz des Hot Club de France.

## Diskographie (Auswahl)
- 1968: Olympia Brass Band of New Orleans, MPS
- 1969: Albert Nicholas mit dem John Defferary Jazztet, Jazzology
- 1973: Aufnahmen des Trevor Richards New Orleans Trio, auch mit Alton Purnell, Louis Nelson, Benny Waters, Wallace Davenport, Freddie Kohlman, Butch Thompson und Peter Müller
- 1981: Aufnahmen des International Trio (mit Co-Leiter Reimer von Essen): Präsentation von Pianisten wie Art Hodes, Red Richards und Ralph Sutton, auch mit Gästen René und Olivier Franc
- 1986: Trevor Richards’ Camellia Jazz Band of New Orleans in Asia mit Leroy Jones und Charlie Gabriel, Polydor
- 1988/99: “A Little Corner of Paradise” mit Orange Kellin, Evan Christopher und Koen De Cauter, GHB
- 1997–2000: Legends of the Swing Era, Vol. 1-3, mit Anita O’Day, Laurel Watson, Doc Cheatham, Benny Waters, Jay McShann, Claude Williams, Franz Jackson, Lawrence Lucie, Truck Parham, Jack Lesberg, Tom Baker und Dan Barrett (Musik + Interviews).
- 2002: The Trevor Richards Classic Jazz Trio: Reeds Write! Vol. 1 mit Matthias Seuffert, Frank Roberscheuten und Simon Holliday (komposition-historische Retrospektive), NOJP
- 2010: The Trevor Richards New Orleans Trio & Denise Gordon: Body & Soul mit John Crocker und Simon Holliday, Chaos

## Bibliographie
- Welt am Sonntag, Hamburg, 28. April, 1974
- Footnote Magazine, London, Vol. 16, Nr. 5 (Juni/Juli 1985)
- Bulletin du Hot Club de France, Vol. 3, Issue 460 (Juli 1997)
- We Heard You Talkin’, Geoff Coates (Spanien, 2002)
- Mississippi Rag, USA (Leitartikel in der Ausgabe von April, 2006)
- Die Zeit, Hamburg, 30. August, 2007 ("There Is a Home In Eisenach”)

## Video
- “To Miss New Orleans” (deutsche Version: “Rottweil liegt nicht am Mississippi”) (Edition Q, 2005)

## Lexigraphische Einträge
- Bielefelder Katalog 1988 & 2002
- Ian Carr, Digby Fairweather, Brian Priestley: Jazz: The Rough Guide (The Rough Guides Ltd., 2000)
- John Chilton, Who’s Who of British Jazz (Cassell, 1997)
- Richard Cook, Brian Morton: The Penguin Guide to Jazz Recordings. 8. Auflage. Penguin, London 2006, ISBN 0-14-102327-9.
- Barry Kernfeld (Hrsg.), The New Grove Dictionary of Jazz, Second Edition (Grove Press, 2002)
- Wolfgang Sandner (Hrsg.), Handbuch der Musik im 20. Jahrhundert, Band 9 (Laaber Verlag, 2005)